# 陶嘉祉
陶嘉祉（1607年—1635年），字嘉仲，號盟水，直隸常州府武進縣籍，應天府溧陽縣人，明朝政治人物。

## 生平
天啟元年（1621年）辛酉科應天鄉試第五十六名舉人，崇禎七年（1634年）甲戌科三甲第一百十八名進士。通政司觀政，授平湖縣知縣，八年（1635年）卒，平湖縣民立陶公墮淚碑 。

## 家族
曾祖陶廷樞，壽官；祖父陶組，贈南京大理寺評事；父陶人群，邵武府知府。弟陶元祐，崇禎十六年進士。